# 陳潤韜

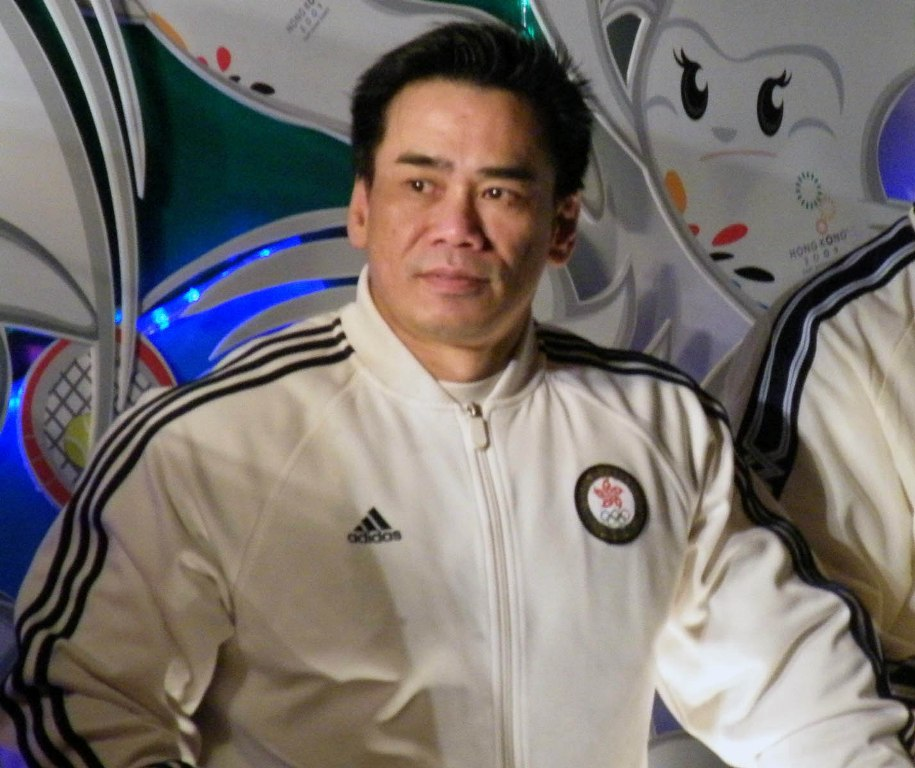
陳潤韜參加2009年農曆花車巡演

陳潤韜，MH（英語：Chan Yun To，1966年2月21日—），香港健美代表隊成員及知名健身教練。

## 經歷
陳潤韜'於2006年亞洲運動會健美比賽為香港贏得金牌，當時其身高為166厘米、體重為75公斤。此外，陳潤韜曾經連續3屆贏得得亞洲健美賽冠軍。

## 涉嫌貪污案
陳潤韜捲入香港健美總會涉嫌貪污案。他涉嫌聯同香港健美總會主席陳少文與亞洲健美總會秘書長及一名香港健美總會教練一同串謀，使該名秘書長收受陳潤韜一萬美元的賄款，作為該名秘書長縮短或撤銷其被判暫停參加任何健美比賽的期限，從而參加2006年多哈亞運會，觸犯《防止賄賂條例》第9(1)(a)條及《刑事罪行條例》第159A條，及涉嫌串謀詐騙，於2009年12月28日被香港廉政公署起訴。陳潤韜在2010年被判罪名成立，判監16個月。2011年8月，陳潤韜上訴得直，控罪撤銷，當庭釋放。 被問到在獄中如何保持健碩身型，其律師稱，陳在獄中舉水桶健身。

## 舉水桶健身
陳在獄中自創了一套舉水桶健身法門，相信是利用乘滿水的水桶代替啞鈴，做出二頭彎舉、臥推、負重深蹲等動作。奈何水桶重量有限（一個20公升水桶載滿後只重20多公斤），如果要藉此刺激肌肉增生，尤其是針對大肌肉的鍛鍊（胸、背及腿），一定要以超慢速度完成，此等訓練方式比一般健身室裡的訓練要難上數倍。

## 榮譽
- 香港特區政府嘉獎

榮譽勳章（MH）（2007年）
- 香港傑出運動員選舉

「香港傑出運動員」（2006）